# 64-й Нью-Йоркский пехотный полк
64-й Нью-Йоркский пехотный полк (64th New York Volunteer Infantry Regiment), известный также как «Cattaraugas Regiment» — представлял собой один из пехотных полков армии Союза во время Гражданской войны в США. Полк был сформирован осенью 1861 года и прошёл все сражения Потомакской армии на Востоке от сражения при Свен-Пайнс до сражения при Аппоматтоксе. Осенью 1864 года часть полка была расформирована из-за истечения срока службы, а уцелевшие роты были сведены в батальон из шести рот.

## Формирование
Полк был сформирован в Эльмире в ноябре 1861 года на основе 64-го полка Нью-Йоркского ополчения. До 10 декабря роты полка были приняты на службу в федеральную армию сроком на три года. Роты полка были набраны в Гованде, Рэндольфе, Отто, Рашфорде, Итаке, Литтл-Велли, Уэллсвилле, Олеане, Леоне и Овего. Первым командиром полка стал полковник Томас Паркер, подполковником Дэниель Бингхам, майором Энос Брукс.